# Мартинес, Энджи
А́нжела «Э́нжи» Марти́нес (англ. Angela "Angie" Martinez; род. 9 января 1971, Бронкс, Нью-Йорк) — американская радиоведущая, рэпер и актриса. За два десятилетия работы на радиостанции HOT 97 (WQHT) получила прозвище «Голос Нью-Йорка». В 2014 году она покинула проект, присоединившись к конкуренту - Power 105.1 (WWPR).

## Карьера на радио
Мартинес впервые попала в FM-вещание в возрасте 16 лет, отвечая на звонки на городской радиостанции WQHT ("Hot 97"). Там она познакомилась с популярным диджеем Фанкмастером Флексом и стала работать в качестве его протеже. Мартинес быстро освоила ремесло ведения радиопрограммы. По будням она вела программу Afternoon Drive, вместе с DJ Enuff из HOT 97, где она брала интервью у самых известных музыкантов, таких как Jay-Z и Mariah Carey. Она ушла из Hot 97 18 июня 2014 года. 19 июня 2014 года было объявлено, что она подписала контракт с главным радиоконкурентом Hot 97, Power 105.1 (WWPR-FM).

## Актёрская карьера
Как актриса Мартинес получила небольшие роли в независимых фильмах, таких как Blood Is Thicker Than Water и Бумажные солдаты. Затем она снялась в фильме Тёмный сахар с Тэйем Диггзом, Куин Латифой и Сэной Латан.  В октябре 2002 года Мартинес появилась в фильме Заплатить сполна. Позже она появилась в фильмах Video Girl в 2011 году, Generation Um... в 2012 году и в документально-комедийном телесериале This Is Hot 97 в 2014 году.

## Дискография

### Студийные альбомы
| Название              | Информация об альбоме                                                         |
| --------------------- | ----------------------------------------------------------------------------- |
| Up Close and Personal | - Выпущен: 17 апреля 2001 - Лейбл: Elektra - Формат: CD, цифровое скачивание  |
| Animal House          | - Выпущен: 20 августа 2002 - Лейбл: Elektra - Формат: CD, цифровое скачивание |